# Shahabad (Hardoi)
Shahabad es una ciudad y municipio situado en el distrito de Hardoi en el estado de Uttar Pradesh (India). Su población es de 80226 habitantes (2011). 

## Demografía
Según el censo de 2011 la población de Shahabad era de 80226 habitantes, de los cuales 42635 eran hombres y 37591 eran mujeres. Shahabad tiene una tasa media de alfabetización del 63,77%, inferior a la media estatal del 67,68%: la alfabetización masculina es del 70,31%, y la alfabetización femenina del 56,33%.